# Якубович, Наталья Арсентьевна
Наталья Арсентьевна Якубович (8 сентября 1918, РСФСР, Таганрог - 2019) — юрист-криминолог, специалист по уголовному праву и проблемам деятельности прокуратуры, выпускница Свердловского юридического института (1942), доктор юридических наук с диссертацией о вопросах предварительного расследования (1978), профессор, почётный работник Прокуратуры РФ и заслуженный юрист РСФСР.

## Работы
Наталья Якубович является автором и соавтором более сотни научных публикаций, включая несколько монографии; она специализируется, в основном, на советском и российском прокурорском надзоре:
- «Планирование расследования преступлений» (М., 1957) (в соавт.);
- «Окончание предварительного следствия» (М., 1962);
- «Теоретические основы предварительного следствия» (М., 1971);
- «Руководство для следователей» (М., 1971) (в соавт.);
- «Теория доказательств в советском уголовном процессе». Изд. 2-е (М., 1975) (в соавт.);
- «Формы деятельности буржуазной полиции по предупреждению преступлений» (М., 1977) (в соавт. с В. И. Валицкой);
- «Курс советского уголовного процесса». Общая часть (М., 1989) (в соавт.);
- «Комментарий к Уголовно-процессуальному кодексу Российской Федерации» (М., 2002).